# Ottmarsheim
Ottmarsheim är en kommun i departementet Haut-Rhin i regionen Grand Est (tidigare regionen Alsace) i nordöstra Frankrike. Kommunen ligger i kantonen Illzach som tillhör arrondissementet Mulhouse. År 2022 hade Ottmarsheim 2 025 invånare.

## Befolkningsutveckling
Antalet invånare i kommunen Ottmarsheim
| Referens: INSEE |